# Citadella nemzetközi InterCity
A Citadella nemzetközi InterCity (Szlovéniában gyorsvonat) Budapest-Déli pályaudvar és Ljubljana főpályaudvar között közlekedik (nyáron közvetlen kocsikkal Koperig). Vonatszáma Szlovénia felé 246, Magyarország felé 247.

## Története
A Citadella az első nemzetközi személyszállító vonat volt Magyarország és nem sokkal korábban függetlenné vált Szlovénia fővárosa között. A vonat elindítását a 25-ös vasútvonal megépítése tette lehetővé. Az első Citadella 2001. június 10-én közlekedett Budapest és Ljubljana között. A vonat kocsijait a kezdeti időszakban jobbára a szlovén vasút adta, ezeket a magyar vasút rendszeresen kerékpár szállítására alkalmas eszközökkel egészítette ki. 2011-ig közvetlen kocsikat továbbított Szombathelyre.
A Boba–Bajánsenye-vasútvonal villamosításáig dízelmozdonyos vontatással (MÁV M41 sorozat) közlekedett. Közlekedése 2011 és 2013 között szünetelt, a szlovén vasútnál végzett karbantartási munkák miatt. 2013/14-ben InterCity-ként Mariborig közlekedett Ljubljana helyett. A 2014/15-ös menetrendi évben EuroCity rangot kapott, melyet egy év után elvesztett, mert nem teljesítette az EC vonatnem feltételeit, közben szlovéniai végállomása visszakerült Mariborból a fővárosba. Ezalatt az idő alatt a vonat csak Zalaegerszegen váltott irányt, és nem továbbított szombathelyi közvetlen kocsikat. 2016-ig Hodoš és Pragersko között dízelvontatással közlekedett.
2015-2019 között ismét bobai irányváltással, és szombathelyi közvetlen kocsikkal közlekedett. A menetrendváltástól, bár újra továbbít InterCity kocsit, a menetrendekben továbbra is gyorsvonatként szerepel, és már csak Zalaegerszegen kell irányt váltania. 2020 márciusától már a menetrendekben is újra InterCity vonatként szerepel, azonban a koronavírus-pandémia miatt csak Budapest-Déli és Zalaegerszeg között közlekedett, Göcsej IC néven. 2020. július 1-jén indult újra. A vonat menetideje 7 és fél óra.
| Menetrendi időszak | Vonatszám      | Vonatnem   | Végállomás (Magyarország) | Végállomás (Szlovénia)           | A vonatban futó kocsik kiállítója                           |
| ------------------ | -------------- | ---------- | ------------------------- | -------------------------------- | ----------------------------------------------------------- |
| 2001–2008          | IC 246; IC 247 | InterCity  | Budapest-Déli             | Ljubljana                        | SŽ (személykocsik); MÁV (kerékpáros kocsi nyári időszakban) |
| 2008–2011          | 246; 247       | gyorsvonat | Budapest-Déli             | Ljubljana                        | SŽ                                                          |
| 2013–2014          | IC 246; IC 247 | InterCity  | Budapest-Déli             | Maribor                          | MÁV-START                                                   |
| 2014–2015          | EC 246; EC 247 | EuroCity   | Budapest-Déli             | Ljubljana                        | MÁV-START; SŽ                                               |
| 2015–2020          | 246; 247       | gyorsvonat | Budapest-Déli             | Ljubljana Nyári időszakban Koper | MÁV-START; SŽ                                               |
| 2020–              | IC 246; IC 247 | InterCity  | Budapest-Déli             | Ljubljana Nyári időszakban Koper | MÁV-START; SŽ                                               |

## Útvonal
A vonat a Déli pályaudvarról indul és Székesfehérvár és Veszprém érintésével halad Zalaegerszeg és Őriszentpéter útirányon át Őrihodos határállomásig magyar MÁV V43-as villamosmozdonnyal. A határtól az SŽ 342 sorozatú villanymozdony veszi át a vonatot, a különböző áramnem miatt.
A vonat Budapesttől Zalaegerszegig csak a Göcsej InterCity vonatok által kiszolgált állomásokon áll meg. Zalaegerszegen irányváltás miatt 15 percet áll a vonat.  Zalaegerszeg és Őrihodos között csak Zalalövő és Őriszentpéter állomásokon áll meg.

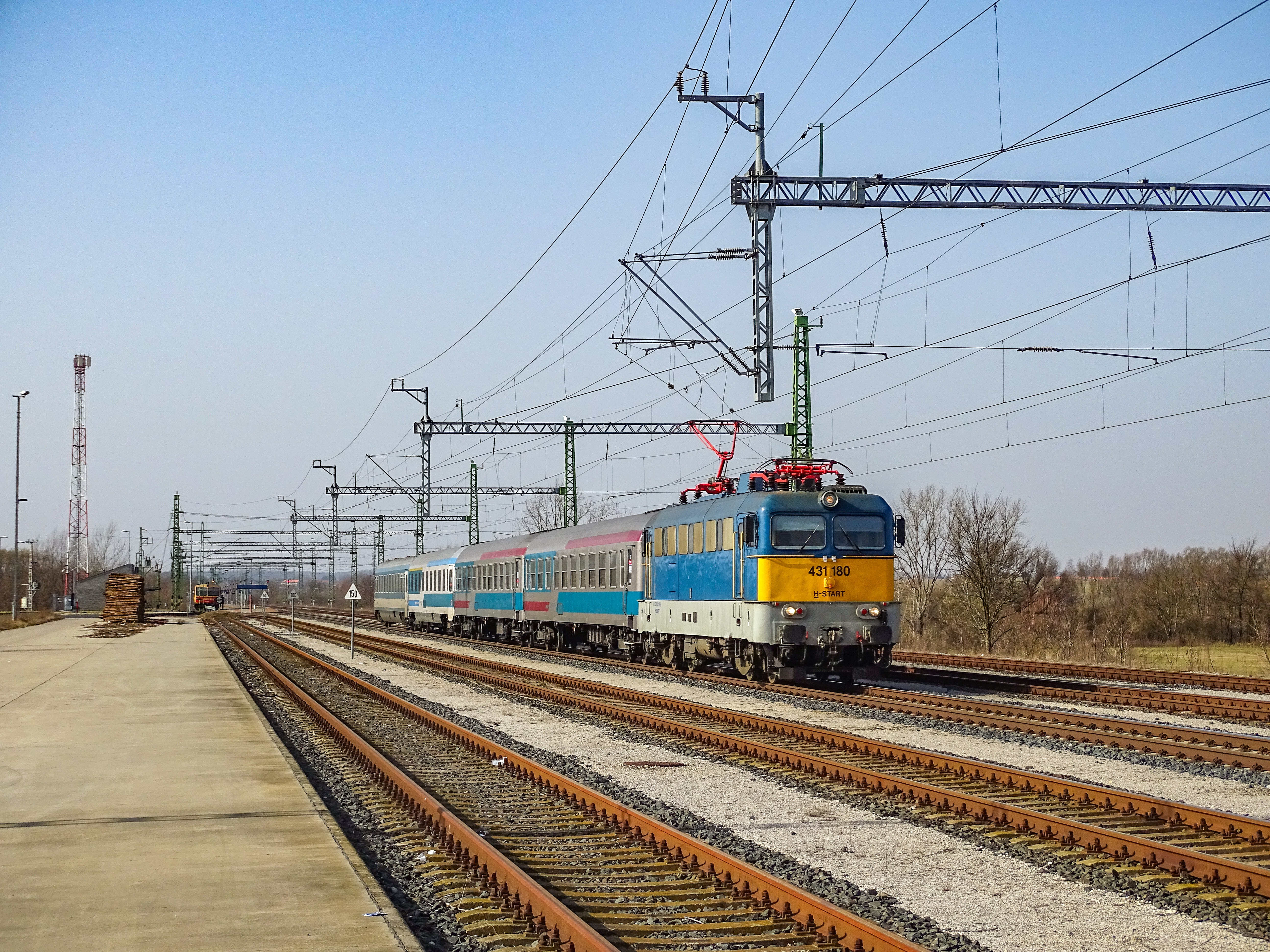
A vonat a 25-ös vonal egyetlen mozdonyos személyszállító vonata. A képen éppen Andráshida állomáson halad át.

A menetrendi sajátosságok miatt Zalaegerszegről a vonat Ljubljana felől érkező párjáért gépmenetben megy ki egy villanymozdony Őrihodosra, mely a napi első Göcsej InterCityvel érkezik a zalai vármegyeszékhelyre.

## A szerelvény
A vonatot Budapest és Őrihodos között általában a  MÁV-START 431-es villanymozdony. Majd magyar-szlovén határon mozdonycsere történik SŽ SŽ 342.
Vonatösszeállítás 2022. szeptember 12-étől:
| Kocsiszám | Típus                               | Útirány              |
| --------- | ----------------------------------- | -------------------- |
|           | START 431 villanymozdony            | Budapest – Őrihodos  |
|           | SŽ 342 villanymozdony               | Őrihodos – Ljubljana |
| 424       | START Bbdpmz (termes másodosztályú) | Budapest – Ljubljana |
| 423       | SŽ Bl (termes másodosztályú)        | Budapest – Ljubljana |
| 422       | SŽ Bl (termes másodosztályú)        | Budapest – Ljubljana |
| 421       | SŽ Bl (termes másodosztályú)        | Budapest – Ljubljana |

- Visszafelé fordítva

## Állomások és megállóhelyek
| Citadella nemzetközi InterCity (Budapest-Déli pályaudvar ↔ Ljubljana főpályaudvar) |                             |
| Km                                                                                 | Állomás / megállóhely       |
| 0                                                                                  | Budapest-Déli pályaudvar    |
| 4                                                                                  | Budapest-Kelenföld          |
| 67                                                                                 | Székesfehérvár              |
| 90                                                                                 | Várpalota                   |
| 94                                                                                 | Pétfürdő                    |
| 112                                                                                | Veszprém                    |
| 148                                                                                | Ajka                        |
| 189                                                                                | Jánosháza                   |
| 199                                                                                | Ukk                         |
| 214                                                                                | Zalabér-Batyk               |
| 230                                                                                | Zalaszentiván               |
| 239                                                                                | Zalaegerszeg                |
| 264                                                                                | Zalalövő                    |
| 279                                                                                | Őriszentpéter               |
| magyar–szlovén országhatár                                                         |                             |
| 286                                                                                | Hodoš (Őrihodos)            |
| 301                                                                                | Mačkovci (Mátyásdomb)       |
| 315                                                                                | Murska Sobota (Muraszombat) |
| 322                                                                                | Lipovci (Hársliget)         |
| 335                                                                                | Ljutomer mesto              |
| 346                                                                                | Ivanjkovci                  |
| 355                                                                                | Ormož (Ormosd)              |
| 377                                                                                | Ptuj                        |
| 395                                                                                | Pragersko                   |
| 443                                                                                | Celje                       |
| 454                                                                                | Laško                       |
| 468                                                                                | Zidani Most                 |
| 481                                                                                | Trbovlje                    |
| 485                                                                                | Zagorje                     |
| 501                                                                                | Litija                      |
| 532                                                                                | Ljubljana                   |